# 莫尔辛
莫尔辛，是西班牙阿斯图里亚斯的一个市镇。总面积50平方公里，总人口3068人（2001年），人口密度61人/平方公里。